# Michael Balter (politicus)
Michael Balter (Prüm, 28 april 1976) is een Belgisch Duitstalig politicus voor Vivant.

## Levensloop
Balter studeerde in 1994 af aan het Koninklijk Atheneum in Bütgenbach. Vervolgens studeerde hij buitenlandse handel aan de handelsschool Ecole Saint-Marie in Luik en bedrijfswetenschappen aan de private economische academie in Blieskastel.
Vanaf 1995 werkte hij in de ondernemingen van zijn ouders in Büllingen en was hij betrokken bij verschillende expansieprojecten binnen hun bedrijfseenheden. Hij was aan de slag als kelner, verkoper, boekhouder en personeelsverantwoordelijke en nam in 2003 met zijn broer van zijn ouders de leiding over van het toeristisch centrum Ardenner Cultur Boulevard. Balter werd daarnaast bedrijfsleider van ArsKrippana, het museum voor kerststallenkunst binnen Ardenner Cultur Boulevard en zaakvoerder van het tankstation annex bistro Old Smuggler dat verbonden is aan het centrum. 
In 2005 werd Balter politiek actief voor de Duitstalige poot van de sociaal-liberale en libertaire partij Vivant. Als politiek coördinator leidde hij van 2007 tot 2009 een herstructurering van de Duitstalige afdeling in goede banen en stuurde hij ze een ecologische en systeemkritische richting uit. In oktober 2006 was hij met de ecologisch gezinde lijst WAL kandidaat bij de gemeenteraadsverkiezingen in Büllingen, maar hij werd niet verkozen.
Sinds de Duitstalige Gemeenschapsverkiezingen van juni 2009 zetelt Balter voor Vivant in het Parlement van de Duitstalige Gemeenschap, alwaar hij sindsdien ook Vivant-fractievoorzitter is. Van september 2021 tot juni 2024 was hij tevens secretaris van deze assemblee en sinds juli 2024 is hij er ondervoorzitter. Sinds 2015 is hij eveneens voorzitter van de Duitstalige afdeling van Vivant.